# Булгарский ламбдаизм
Булга́рский ламбдаи́зм — особенность булгарских тюркских языков, состоящая в совпадении пратюркского -ł- с -l-. Традиционная формулировка закона сводится к тому, что булгарскому -l- соответствует стандартное тюркское -š-. Однако и в булгарской группе перед гласными рефлексом -ł- является -š-.
Присутствует в современном чувашском. Ламбдаизм есть и в других тюркских языках, прежде всего в якутском, а также сарыг-югурском.

## Ламбдаизм
В булгарской языковой группе пратюркское -ł- в закрытом слоге проясняется в -l-, в открытом в -š- с дальнейшим озвончением между гласными или после сонорного:
- пратюркское qıł 'зима' > чувашское хĕл — стандартное тюркское qıš;
- пратюркское ěłt 'слышать' > чувашское илт — стандартное тюркское ešit;
- пратюркское keŋełə 'совет' > чувашское канаш [ш] — стандартное тюркское keŋeš;
- пратюркское ulała/ılała/alała 'конь, лошадь' > чувашское лаша [ж] — стандартное тюркское alaša.

Прояснение -ł- в -š- носит название сигматизма.

### Чередование ламбдаизма и сигматизма
В современном чувашском сохраняются пережитки чередования -ł- в одной и той же основе в открытом и закрытом слоге:
- пратюркское qamıł > хăмăл, но qamıłə > хăмăш 'камыш, тростник' — стандартное тюркское qamıš;
- пратюркское qoğuł 'жёлоб, дупло, промежуток' > хăвăл 'дупло' (> хулă 'пустой'), но qoğułə > хушă [ж] 'жёлоб' — стандартное тюркское qoğuš;
- пратюркское altməł '60' > утмăл/отмăл, стандартное тюркское alt(ı)mıš, jetməł '70' > çитмӗл, стандартное тюркское jet(i)miš, но в порядковых числительных -młə > чувашское -мӗш, по тюркским -młə > -mš > -mč(ı/i/u/ü) (пережиточно сохраняется в диалектах) > -nč(ı/i/u/ü) с возможностью дальнейших изменений.

### Развитие пратюркского сочетания -łč-
В булгарской группе сочетание -łč- изменялось в -lč-, в остальных тюркских, как и -ł-, переходило в -š-. В дальнейшем -lč- (в том числе и исконное) изменялось в -ś- с дальнейшим озвончением между гласными или после сонорного:
- пратюркское bałč 'голова' > чувашское поç/пуç — стандартное тюркское baš;
- пратюркское kiłčin(e)- 'ржать' > чувашское кĕçĕн- [ж'] — стандартное тюркское kišne-.

Древнебулгарское состояние отражают венгерские заимствования: bölcső 'колыбель' (стандартное тюркское bešik, каз. бесік), gyümölcs 'плод' (чувашское çимĕç, стандартное тюркское jemiš).
Интервокальное сочетание -łč- в дальнейшем, уже после контакта с венгерским, также могло совпадать с -š-:
- пратюркское bołčə 'пустой, свободный' > чувашское пушǎ/пошǎ [ж] — стандартное тюркское boš. В венгерском языке основа отражена как bocs- [č] (существуют, однако, сомнения в обоснованности такой этимологизации). Данный пример (единственный), однако, оспаривается, венгерское слово может быть иного происхождения.

Оригинальное развитие демонстрирует основа, восходящая к пратюркскому jāłïlə (стандартное тюркское jašïl 'жёлтый, зелёный') или jāłləła (башкирское йәшелсә 'зелень, овощи'): нетривиальное развитие в чувашском, свидетельствующее, однако, об историческом шипящем: çулçă, çулчă, шулчă, шулчĕ (вероятно, результат развития вторично возникшей группы lł в различных вариантах; группы -лç- и -лч- произносятся звонко), а также çăвăлç, çăвăлч (вторично? по аналогии?) 'лист растений'. Слово в конечном счете из jāł > чувашское çул/çол — jaš (многозначная основа, в том числе исторически 'зелень').
В чувашском присутствуют также некоторые слова с интервокальным -ч- (озвонченным): пучах 'колос'. В остальных тюркских, помимо -š-, ему могут соответствовать -šš-, -sj-, -šk-, -šğ-, -št-, -č- (-dž- > -ž-). Наиболее последовательно различаются рефлексы -ł- и -łč- в сарыг-югурском: tas 'камень', но baš 'голова'.

### Развитие -ł- после согласных
Возможно развитие -ł- после согласных в -č-, особенно в восточных тюркских: tumšuq 'нос' > tumčuq, tunčuq (ср. упомянутые выше изменения в суффиксе порядковых числительных). Именно этим объясняется кажущаяся непоследовательность изменения -š- > -s- в сарыг-югурском (развитие группы -łč- фактически является частным случаем этого: косвенная форма bač- объяснима только из bašč-).

## Ламбдаизм за пределами булгарских
На пратюркском уровне существовало чередование -ł- и -l- (равнозначное чередованию -ŕ- и -r-). Это отражается в сосуществовании вариантов teš- ~ tel- 'протыкать' или, предположительно, чередовании -š- ~ -l- в beš '5' и bilek 'пять'.
На втором месте после булгарских по распространенности ламбдаизма находится якутский язык, причем, что характерно, возможно чередование ламбдаизма и сигматизма по такому же принципу, как в булгарских (то есть перед гласными сигматизм):
- пратюркское tǖłk(ə) 'сон' > чувашское тĕлĕк — якутское түүл и глагол түhээ (звук -h- может озвончаться) 'спать' — стандартное тюркское tüš. В сарыг-югурском в этой основе также -l-: tel.